# Scothern
Scothern är en ort och civil parish i Storbritannien.   Den ligger i grevskapet Lincolnshire och riksdelen England, i den sydöstra delen av landet, 200 km norr om huvudstaden London. Scothern ligger 16 meter över havet och antalet invånare är 892.
Terrängen runt Scothern är platt. Runt Scothern är det ganska tätbefolkat, med 90 invånare per kvadratkilometer. Närmaste större samhälle är Lincoln, 8,5 km sydväst om Scothern. Trakten runt Scothern består till största delen av jordbruksmark.